# SUSE

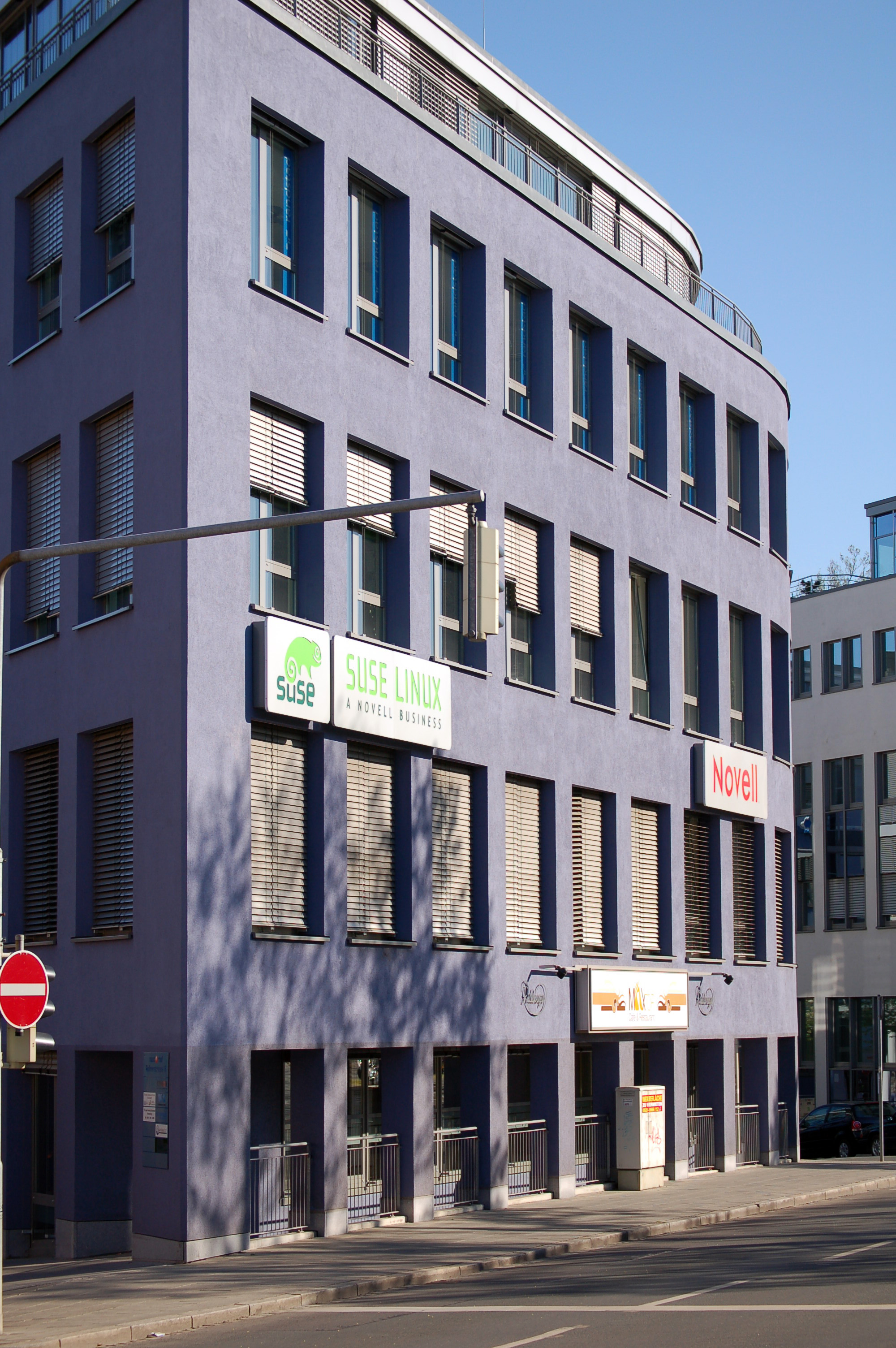
ニュルンベルクにあるSUSE本社

SUSE（/ˈsʊːsʌ/ soo'-suh）はドイツを拠点とし、ビジネス顧客向けのLinux製品を開発・販売する、オープンソースソフトウェア多国籍企業である。1992年に創設され、企業向けに商用Linuxを販売した初の会社となった。SUSEはコミュニティ支援でopenSUSEを開発しているopenSUSEプロジェクトの主要なスポンサーである。

## 歴史
1992年9月2日、Roland Dyroff、Burchard Steinbild、Hubert MantelそしてThomas FehrがSoftware and Systems Development Corporation（独: Gesellschaft für Software und Systementwicklung mbH）を創設した。SuSEという名前はSoftware- und System-Entwicklung（英: Software and Systems Development）の頭字語である。最初に販売されたLinux製品はSlackwareを拡張したLinuxディストリビューションであり、フロッピーディスク40枚から構成された。S.u.S.EはSlackwareの創設者であるパトリック・ボルカーディングと協力してこのディストリビューションをドイツ語に翻訳した。このディストリビューションの中核部はSlackwareのままであったが、1996年5月にS.u.S.EはFlorian La Rocheにより発表されたJurixをベースとした独自のLinuxディストリビューションをリリースした。
1997年、S.u.S.E.はカリフォルニア州オークランドにオフィスをオープンし、1998年にフュルトからニュルンベルクへと本社を移転した。1998年12月に社名がS.u.S.E.からSuSEへと変更され、その翌年にSUSEは6つの国内支店と4つの国際支店（アメリカ、チェコ、イギリス、イタリア）をオープンした。2002年11月25日にRichard SeibtがCEOとなった。香港ではSUSEの製品はTriTech Distribution Limitedにより配布される。

### ノベルによる買収
2003年11月4日、ノベルは2億1,000万USドルでSuSE Linux AGの買収を発表した。ノベルはNetWareカーネルから移行中であり、この買収をNetWare顧客に対する移行パスとして利用した。2004年1月13日に買収が完了し、社名がSuSE Linux AGから、SuSE Linux GmbHおよびSUSE Linux Products GmbHへと変更され、ノベルの子会社になった。SUSE Linux Products GmbHはSUSE Linux開発への完全な責任があり、Markus Rexが率いた。移行中にパートナーと販売組織は両方ともノベルに集約された。Richard SeibtがノベルEMEAのCEOとなったが、2005年5月9日に退任した。
2005年8月にopenSUSEコミュニティプロジェクトが開始され、外部のユーザーや開発者にSUSE Linuxの開発が公開された。SUSE Linux EnterpriseはopenSUSEコミュニティを利用して開発されている。

### Attachmateによる買収
2011年4月27日にノベルはThe Attachmate Groupにより買収されたが、その新しいオーナーの下でもSUSEは独立した会社のままであった。2012年6月、ノベルの所有中に解雇された多くの元SUSE技術者が戻ってきた。

### Attachmateとマイクロフォーカスの合併
2014年11月20日にThe Attachmate Groupとマイクロフォーカスとの合併が決定し、マイクロフォーカスはSUSEの新しい親会社となった。2016年11月、マイクロフォーカスがヒューレット・パッカード・エンタープライズ (HPE) のソフトウェア資産を買収したことに伴い、SUSEが HPE のソフトウェア資産、人材を継承して吸収した。SUSEはマイクロフォーカスグループ内における半自律的なビジネスユニットとして経営されており、元社長であるNils BrauckmannがCEOおよびマイクロフォーカスグループの重役メンバーに昇格している。

### EQTへの売却
2018年7月、マイクロフォーカスからEQTに売却されることが発表。2019年3月15日に買収が完了し、再び独立企業となった。

## 製品

SUSEカメレオンの公式ぬいぐるみ

2006年7月にSUSE Linux Enterprise 10プラットフォームが開始され、このプラットフォームはほぼ同一のコードベースを搭載したサーバとデスクトップの両方の基盤となった。

### サーバ
SUSE製の主要なサーバLinuxディストリビューションはSUSE Linux Enterprise Server ("SLES") である。このディストリビューションは物理的、仮想的、さらにクラウドによるワークロードに適しており、巨大な組織をターゲットとしている。全てのバージョンが、x86、ARM 、x86-64、POWER、IBM S/390とzSeries 、またはItaniumなどの多様なプロセッサアーキテクチャで利用可能である。SUSE Linux Enterprise Server 11および12の体験版はサイトから利用可能である。SLESはAmazon EC2、Microsoft AzureおよびGoogle Compute Engine上で、オンデマンドまたはBring-Your-Own-Subscription ("BYOS") イメージの両方で利用可能である。

#### サーバ製品ベースの提供物
- SUSE Linux Enterprise Server for SAP Applications[26] - SAPのワークロードに最適化されたLinuxオペレーティングシステム。
- SUSE Linux Enterprise Point of Service[27] - 小売産業向けLinuxオペレーティングシステムで、ユーザータッチポイントと店内サーバに合わせたLinuxのバージョンが含まれる。
- SUSE Linux Enterprise High Performance Computing[28] - ハイパフォーマンスコンピュータ用のインフラソリューション。
- SUSE Linux Enterprise High Availability Extension[29] - オープンソースの密結合クラスタリングとストレージレプリケーション技術[30]の統合スイート。
- SUSE Linux Enterprise Real Time Extension - SUSE Linux Enterprise Serverのアドオンで、一般的用途のオペレーティングシステムをリアルタイムオペレーティングシステムに変える。

#### サーバ製品の特殊なエディション
SUSE Linux Enterprise Serverには、各パートナーシップの背景で作成された、最適化されたエディションがいくつかある。これらのエディションは基本となるサーバ製品から開発されている:
- SLES for VMware[31] - 権利はVMware vSphereに含まれていた。製品の提供終了が発表されている。
- SLES for Amazon EC2[23]
- SLES for Microsoft Azure[24]
- SLES for Raspberry Pi[32] - Raspberry Pi 3 Model B用に作られたARM用SUSE Linux Enterprise Serverの特別なパッケージバージョン。

### デスクトップ
- SUSE Linux Enterprise Desktop[33] - Novell Linux Desktopの後継。
- SUSE Linux Enterprise Workstation Extension[34] - SUSE Linux Enterprise Serverにデスクトップ機能と追加するアドオン拡張。
- LibreOfficeオフィス製品スイート[35] - SUSEが配布およびサポートしており、さらにSUSEからLibreOfficeとして販売されている。

### 管理およびクラウド
以下にSUSEソフトウェア管理およびクラウドツールを挙げる:
- SUSE OpenStack Cloud[36] - Infrastructure-as-a-Serviceプライベートクラウドを開発して管理するための、OpenStackをベースとした自動化されたクラウドコンピューティングプラットフォーム。
- SUSE Manager[37] - パッケージやパッチ管理、システムプロビジョニング、および監視用であるSpacewalk（英語版）をベースとした、包括的Linuxサーバ管理ツール。
- SUSE Enterprise Storage（英語版）[38] - コスト効率、復元力、さらにスケーラブルなストレージのためにコモディティサーバやディスクドライブを使用することを可能とする、Cephをベースとしたソフトウェア定義ストレージツール。
- SUSE Container as a Service Platform[39] - Kubernetesをベースとした、コンテナベースアプリケーションおよびサービス用プラットフォームを開発およびホストするためのアプリケーション。
- SUSE Studio[40] - オペレーティングシステム、設定、アプリケーションおよびデータを含んだシステムイメージをビルドするフリーのウェブベースのツール。

## 合併と買収
SUSEの最初の技術買収は2016年で、ドイツのIT企業であるit-novumからopenATTIC、オープンソースであるCeph、およびストレージ管理フレームワークなどのソフトウェア資産を買収した。